# معركة خاركوف الثالثة
معركة خاركوف الثالثة هي سلسلة من المعارك على الجبهة الشرقية للحرب العالمية الثانية، قامت بها مجموعة الجيوش الجنوبية الألمانية ضد الجيش الأحمر، حول مدينة خاركوف (أو خاركيف )  بين 19 فبراير و15 مارس 1943. المعروفة على الجانب الألماني باسم حملة دونتس، وفي الاتحاد السوفيتي باسم عمليات دونباس وخاركوف، أدى الهجوم المضاد الألماني إلى استعادة مدينتي خاركوف وبلجورود.
عندما تم تطويق الجيش السادس الألماني في ستالينجراد، شن الجيش الأحمر سلسلة من الهجمات ضد بقية مجموعة الجيوش الجنوبية. بلغت ذروتها في 2 يناير 1943 عندما أطلق الجيش الأحمر «عملية النجم" و»عملية الجالوب"، التي اندلعت بين يناير وأوائل فبراير الدفاعات الألمانية وأدت إلى استعادة السوفيت من خاركوف وبيلغورود وكورسك، وكذلك فوروشيلوفغراد وإزيوم. تسببت الانتصارات السوفيتية في توسيع الوحدات السوفيتية المشاركة، على الرغم من أن هذا يرجع إلى حد كبير إلى إستراتيجية مانشتاين المتمثلة في التراجع الخاضع للسيطرة تجاه نهر دنيبر. في 2 فبراير قبل استسلام الجيش السادس الألماني، حولت الجبهة المركزية للجيش الأحمر انتباهها غربًا وفي 25 فبراير توسعت في هجومها على كل من مجموعة الجيوش الجنوبية ومجموعة الجيوش الوسطى. لقد كانت لأشهر من العمليات المستمرة خسائر فادحة في القوات السوفيتية، وتم تخفيض بعض الفرق إلى 1000 - 2000 جندي فعال. في 19 فبراير، قام المشير إريك فون مانشتاين بإطلاق ضربة خاركوف المضادة الخاصة به، باستخدام II SS SS Panzer Corps الجديد وجيشين بانزر. استفاد مانشتاين استفادة كبيرة من الدعم الجوي الهائل الذي قدمه فيلق المارشال وولفرام فون ريتشتوفن لوفتهفلوت 4، حيث طارت 1214 طائرة أكثر من 1000 طلعة جوية يوميًا من 20 فبراير إلى 15 مارس لدعم الجيش الألماني، وهو مستوى من القوة الجوية مساوٍ لذلك خلال العملية الزرقاء. الهجوم الاستراتيجي الأزرق قبل عام. 
كان الفيرماخت محاطًا برؤوس حربية تابعة للجيش الأحمر جنوب خاركوف، وطوقها وهزمها. هذا مكن مانشتاين لتجديد هجومه على مدينة خاركوف في 7 مارس. على الرغم من الأوامر بتطويق مدينة خاركوف من الشمال، فقد قرر فيلق SS Panzer Corps بدخول خاركوف مباشرة في 11 مارس. أدى ذلك إلى أربعة أيام من القتال من منزل إلى منزل قبل أن يستعيد خاركوف فرقة بانزر الأولى في 15 مارس. استعادت القوات الألمانية بيلغورود بعد يومين، مما أدى إلى ظهور بارز في يوليو 1943 سيؤدي إلى معركة كورسك. كلف الهجوم الألماني الجيش الأحمر ما يقدر بنحو 90.000 ضحية. كان القتال من منزل إلى منزل في خاركوف دمويًا بشكل خاص لفيلق قوات الأمن الخاصة الألماني، والذي عانى حوالي 4300 رجل من القتلى والجرحى بحلول الوقت الذي انتهت فيه العمليات في منتصف مارس.

### اقتباسات
1. 1 2  Glantz, David M. (4 Feb 2014). From the Don to the Dnepr: Soviet Offensive Operations, December 1942 - August 1943 (بالإنجليزية). Routledge. p. 153. ISBN:9781135181307. Archived from the original on 2019-12-21.
2. ↑  Glantz, David M. (4 Feb 2014). From the Don to the Dnepr: Soviet Offensive Operations, December 1942 - August 1943 (بالإنجليزية). Routledge. p. 226. ISBN:9781135181307. Archived from the original on 2019-12-21.
3. ↑  Glantz (1995), p. 296
4. 1 2  Reynolds (1997), p. 10
5. ↑  Kharkov is the Russian language name of the city (Kharkiv the Ukrainian one); both Russian and Ukrainian were official languages in the Soviet Union (Source:Language Policy in the Soviet Union by L.A. Grenoble & Eastern Europe and the Commonwealth of Independent States by روتليدج) "نسخة مؤرشفة". مؤرشف من الأصل في 2012-11-11. اطلع عليه بتاريخ 2019-12-21.{{استشهاد ويب}}:  صيانة الاستشهاد: BOT: original URL status unknown (link)
6. ↑  Hayward 1998.